# Challenger de Santiago 2024
El torneo Challenger de Santiago 2024, denominado por razones de patrocinio Challenger Dove Men+Care Santiago fue un torneo de tenis perteneció al ATP Challenger Tour 2024 en la categoría Challenger 75. Se trató de la 18ª edición; el torneo tuvo lugar en la ciudad de Santiago (Chile), desde el 11 hasta el 17 de marzo de 2024 sobre pista de tierra batida al aire libre.

## Jugadores participantes del cuadro de individuales
| Favorito | País                 | Jugador                 | Rank1 | Posición en el torneo |
| -------- | -------------------- | ----------------------- | ----- | --------------------- |
| 1        | Bandera de Chile     | Tomás Barrios           | 103   | Primera ronda         |
| 2        | Bandera de Perú      | Juan Pablo Varillas     | 110   | CAMPEÓN               |
| 3        | Bandera de Argentina | Camilo Ugo Carabelli    | 127   | Cuartos de final      |
| 4        | Bandera de Argentina | Facundo Bagnis          | 147   | FINAL                 |
| 5        | Bandera de Argentina | Román Andrés Burruchaga | 159   | Primera ronda         |
| 6        | Bandera de Argentina | Juan Manuel Cerúndolo   | 160   | Segunda ronda         |
| 7        | Bandera de Bolivia   | Hugo Dellien            | 161   | Cuartos de final      |
| 8        | Bandera de Argentina | Genaro Alberto Olivieri | 177   | Segunda ronda         |

- 1 Se ha tomado en cuenta el ranking del 4 de marzo de 2024.

### Otros participantes
Los siguientes jugadores recibieron una invitación (wild card), por lo tanto ingresan directamente al cuadro principal (WC):
- Matías Soto
- Ignacio Buse
- João Fonseca

Los siguientes jugadores ingresan al cuadro principal tras disputar el cuadro clasificatorio (Q):
- Valerio Aboian
- Gabi Adrian Boitan
- Gerard Campana Lee
- Federico Agustín Gómez
- Mariano Kestelboim
- Orlando Luz

## Campeones

### Individual Masculino
- Juan Pablo Varillas derrotó en la final a  Facundo Bagnis por 6–3, 6–2

### Dobles Masculino
- Fernando Romboli /  Marcelo Zormann derrotaron en la final a  Boris Arias /  Federico Zeballos por 7–6(5), 6–4